# Molluscum contagiosum
Molluscum contagiosum (MC) je virová infekce kůže či výjimečně sliznicových membrán, charakteristická tvorbou bradavičnatých útvarů.
Infikující virus je DNA poxivirus nazvaný molluscum contagiosum (anglická zkratka je MCV). Virus infikuje lidi, ostatní primáty a klokany.
Existují čtyři typy MCV, a to MCV-1 až MCV-4. Převažuje MCV-1 a MCV-2, jenž se vyskytuje u dospělých jedinců a je často přenášen pohlavně. Pravděpodobnost výskytu infekce MC u malých dětí je přibližně 17 % a vrcholí mezi druhým a dvanáctým rokem. Choroba napadá jakoukoliv oblast pokožky, ale nejčastěji se vyskytuje na trupu, rukách a nohách. Rozšiřuje se přímým kontaktem, slinami, sdílením ručníku nebo sdílenými částmi oděvu.
U dospělých je MC často přenášen pohlavně a napadá genitálie, spodní část břicha, bedra a vnitřní strany stehen. Ve výjimečných případech se vyskytuje na rtech a ústech.
Inkubační doba, tj. doba od infikování do vzniku lézí, může být od jednoho týdne do šesti měsíců.